# 帕尼诺村委员会
帕尼诺村委员会（俄语：Панинский сельсовет）是俄罗斯联邦阿穆尔州十月区所属的一个村委员会。其下辖有2个居民点，行政中心为帕尼诺。据2016年统计，该村委员会的人口为304人。